# Koninginnebrug
Die Koninginnebrug (deutsch Königinnenbrücke oder Königin-Brücke) ist eine Straßenbrücke über den Koningshaven, einen künstlichen Seitenarm der Nieuwe Maas, in der niederländischen Stadt Rotterdam. Die 1929 eröffnete Klappbrücke führt fünf Fahrstreifen der Rotterdamer Zubringerstraße S123 sowie beidseitig einen Rad- und Fußweg. Die Koninginnebrug verbindet den Stadtbezirk Feijenoord im Osten mit der Flussinsel Noordereiland im Westen und liegt in unmittelbarer Nachbarschaft zur stillgelegten Hubbrücke De Hef, die bis 1993 ein Teil des oberirdischen Verlaufs der Bahnstrecke Breda–Rotterdam war.
Mit der Expansion des Stadtgebietes von Rotterdam auf das linke Maasufer wurde die ehemalige Flussinsel Feijenoord in den 1870er Jahren als Hafen- und Industriegebiet entwickelt. Dabei entstand der Koningshaven als Durchstich und bildete eine neue parallele Wasserstraße zur Nieuwe Maas. Bis 1878 entstanden erste Straßen- und Eisenbahnbrücken über beide Wasserläufe, wobei man die Brücken über den Koningshaven mit Drehbrücken ausstattete. In den 1920er Jahren wurden diese durch die heutige Hub- beziehungsweise Klappbrücke ersetzt. Beide Brücken sind seit 2000 als Rijksmonument denkmalgeschützt.

## Geschichte

### Flussinsel Feijenoord und Koningshaven
Die Stadt Rotterdam entwickelte sich seit dem 13. Jahrhundert am Nordufer der Nieuwe Maas, einem Hauptarm des Rhein-Maas-Deltas. Der Flusslauf oberhalb der Insel IJsselmonde bildete dort eine Flussschlinge, in der die Flussinsel Feijenoord entstand. Die Polderlandschaft im Delta wurde seit dem Mittelalter durch Eindeichungen, Überschwemmungen und erneute Eindeichungen geformt. Um die Tiefe der für die Stadt wichtigen Wasserstraße sicherzustellen, wurde im 17. und 18. Jahrhundert auch Feijenoord Stück für Stück eingedeicht und Buhnen wurden gebaut. Durch Verschlammung des Bodens außerhalb der Deiche vergrößerte sich die Flussinsel und verband sich im Süden mit IJsselmonde, nur noch getrennt durch eine schmale Strömungsrinne namens Zwanegat. Die Stadtentwicklung Rotterdams fand bis weit ins 19. Jahrhundert ausschließlich am rechten Maasufer statt. Durch den Bau der ersten Eisenbahnverbindungen nach Rotterdam 1847 und 1855 sowie des Nieuwe Waterwegs in den Jahren 1864–1872 verdreifachte sich die Bevölkerung zwischen 1860 und 1900 von über hunderttausend auf dreihunderttausend Einwohner. Die Stadt benötigte mehr Platz für neue Häuser sowie für Häfen und Lagerhäuser und expandierte nach Süden auf das linke Maasufer, wo die Verlängerung der Bahnstrecke Breda–Rotterdam 1872 nach Feijenoord und bis 1877 ins Stadtzentrum die Urbanisierung beschleunigte.

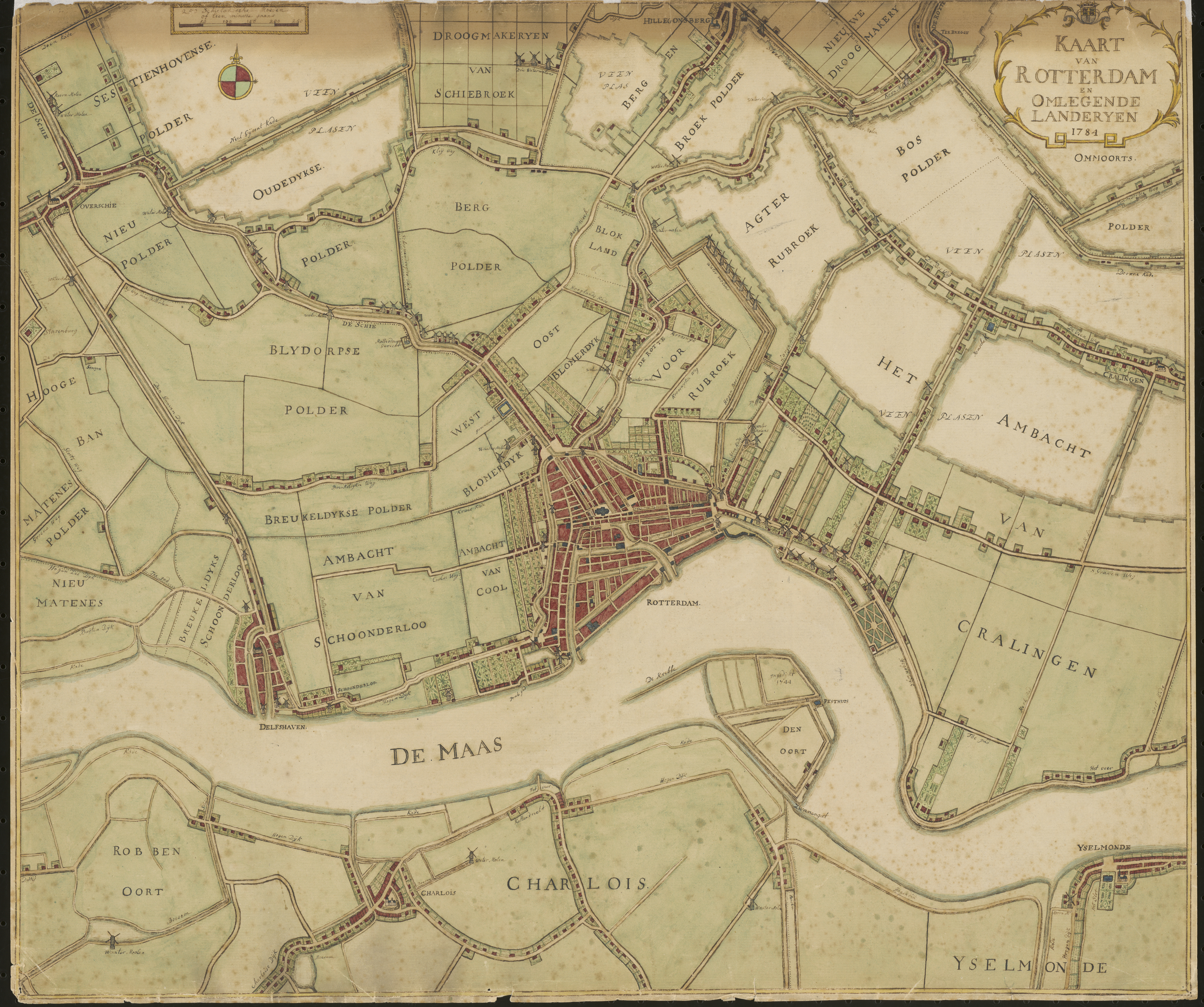
Rotterdam und Umgebung 1784 mit der eingedeichten Flussinsel Feijenoord
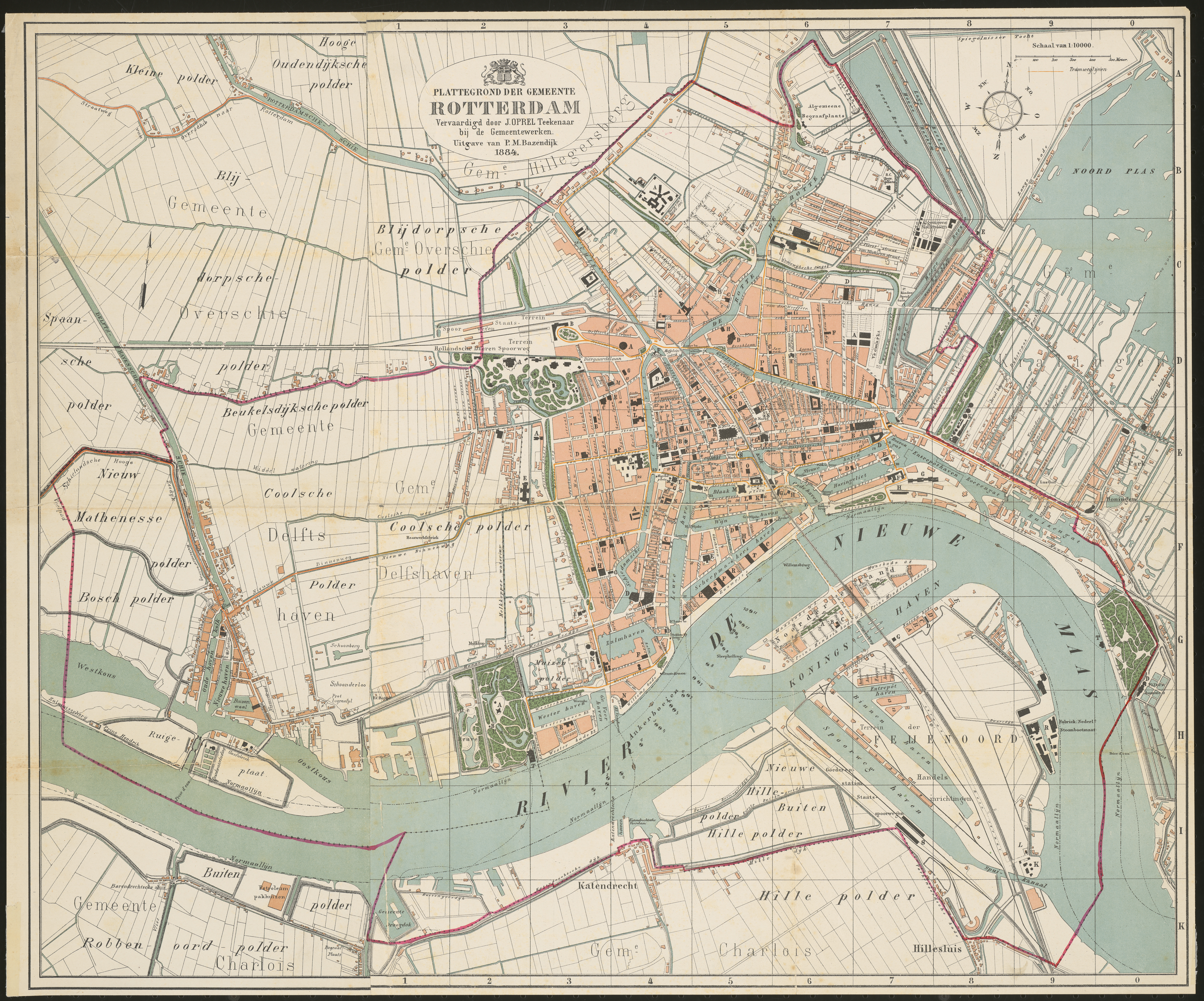
Die Ausdehnung der Stadt 1884 mit der umgestalteten Flussinsel zum Hafen- und Industriegebiet
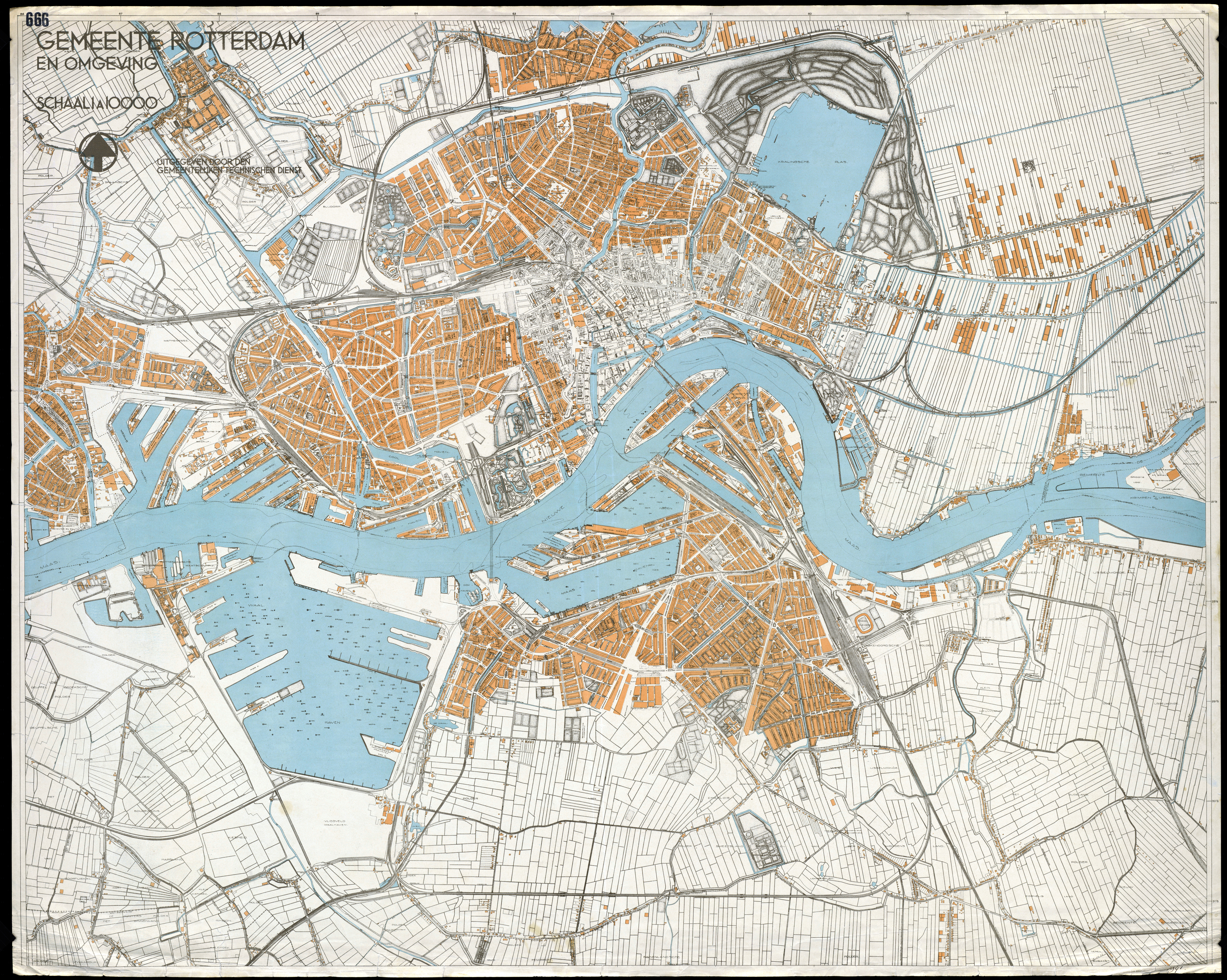
Das Stadtgebiet von Rotterdam 1940, im südlichen Teil entstand der Stadtbezirk Feijenoord

### Erste Koninginnebrug 1876

Die erste Koninginnebrug von 1876 mit einer zentralen Drehbrücke

In den 1870er Jahren wurde Feijenoord zu einem Hafen- und Industriegebiet um- und ausgebaut. Es entstanden mit Binnenhaven (1873), Entrepothaven (1873), Spoorweghaven (1878) und Koningshaven (1879) neue Hafenanlagen, die unter anderem auch den direkten Umschlag von Massengütern von großen Seeschiffen auf die Eisenbahn und umgekehrt ermöglichten. Der Koningshaven war als neue parallele Wasserstraße konzipiert und der etwa 150 m breite Durchstich schuf die neue Flussinsel Noordereiland. Die Willemsspoorbrug (1877) an der Bahnstrecke Breda–Rotterdam und die Straßenbrücke Willemsbrug (1878) stellten die Verbindung über die Nieuwe Maas zum Noordereiland her, wobei Fachwerkbrücken mit festen Überbauten verwendet wurden. Über den folgenden Koningshaven wurde die Eisenbahnstrecke nach einem Bahndamm mit der Koningshavenbrug fortgesetzt. Diese hatte eine Drehbrücke, um den großen Schiffen die Durchfahrt über den neuen Seitenarm zu ermöglichen.

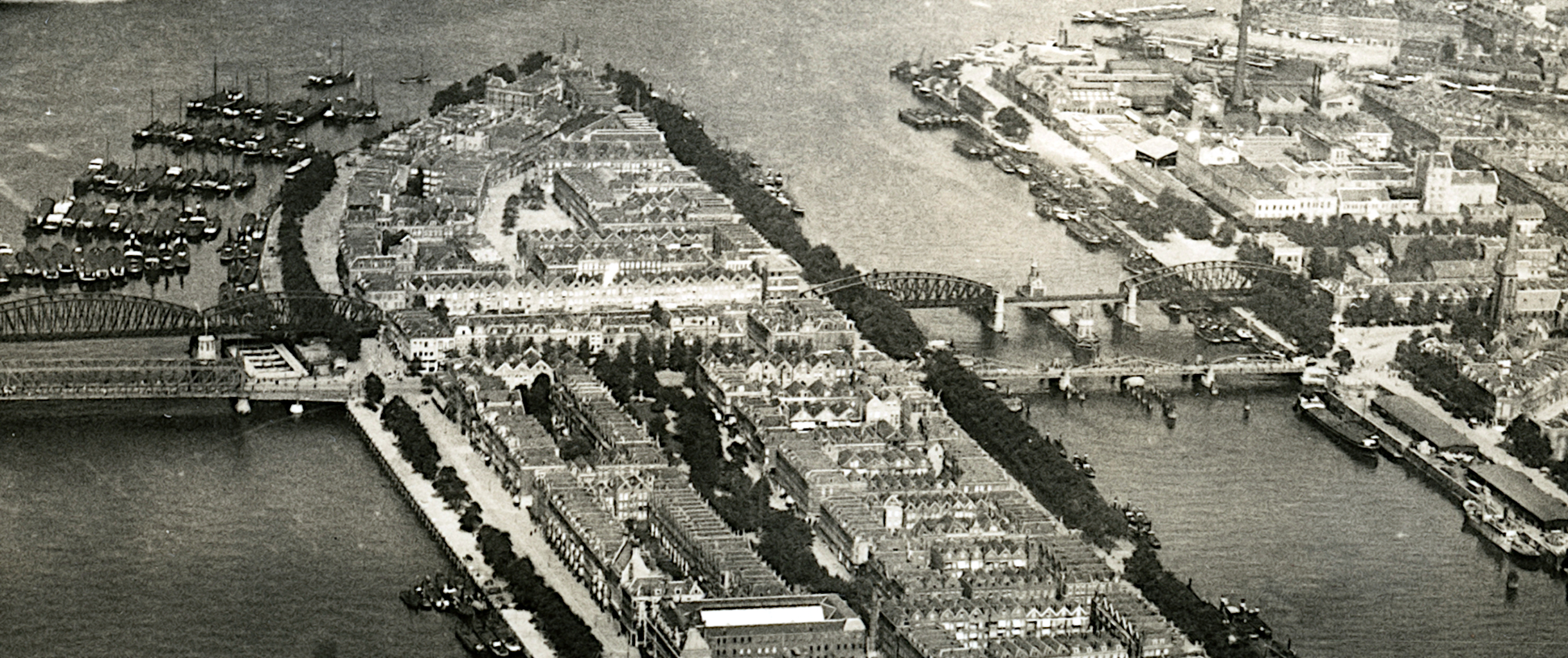
Die Brücken über die Nieuwe Maas (links) und den Koningshaven (rechts) in den 1920er Jahren

Für die Straßenverbindung über den Koningshaven errichtete die Stadt zwischen 1874 und 1876 die erste Koninginnebrug. Diese bestand aus drei Brückenfeldern in Fachwerkbauweise von 39,2 m, 54,3 m und 39,2 m Länge, wobei der mittlere Teil wie die benachbarte Eisenbahnbrücke als Drehbrücke ausgeführt war. Die Schifffahrtsunternehmen waren aber mit der Konstruktion sehr unzufrieden und erreichten nach langwierigen Verhandlungen mit der Stadt die Umwandlung des nördlichen festen Brückenfeldes in eine weitere Drehbrücke von 57,2 m Länge, was bis zum 24. Oktober 1878 umgesetzt wurde. Der Abstand der Fachwerkträger zueinander betrug im mittleren Teil 5,9 m und bei den äußeren Brückenfeldern 7,8 m; die Fahrbahnbreite dadurch nur 4,8 m beziehungsweise 6,6 m. Für die Schifffahrt stand bei Niedrigwasser eine lichte Höhe von 3,8 m zur Verfügung, das Öffnen und Schließen der Drehbrücken dauerte 2,5 Minuten.
Für den am Anfang des 20. Jahrhunderts stark gestiegenen Straßen- und Schiffsverkehr stellte die schmale Koninginnebrug zunehmend ein Hindernis dar. Im Sommermonat Juli des Jahres 1912 benutzten pro Stunde 53.000 Fußgänger die Brücke sowie täglich über 10.000 Fahrzeuge, die sich durch die häufigen Öffnungen der Drehbrücken in den Tagstunden regelmäßig zurückstauten; für das Jahr 1923 sind zwischen 6–20 Uhr 13–14 Öffnungen mit einer gesamten Unterbrechungszeit des Straßenverkehrs von 110 Minuten dokumentiert. Die Stadt suchte schon seit den 1910er Jahren nach einer Lösung zur Verbesserung der Verkehrssituation, eine geplante hohe Straßenbrücke über die Nieuwe Maas und den Koningshaven, mit ausgedehnten Zufahrten aus mehreren Richtungen wurde aber 1920 wegen zu hoher Baukosten verworfen.

### Zweite Koninginnebrug 1929

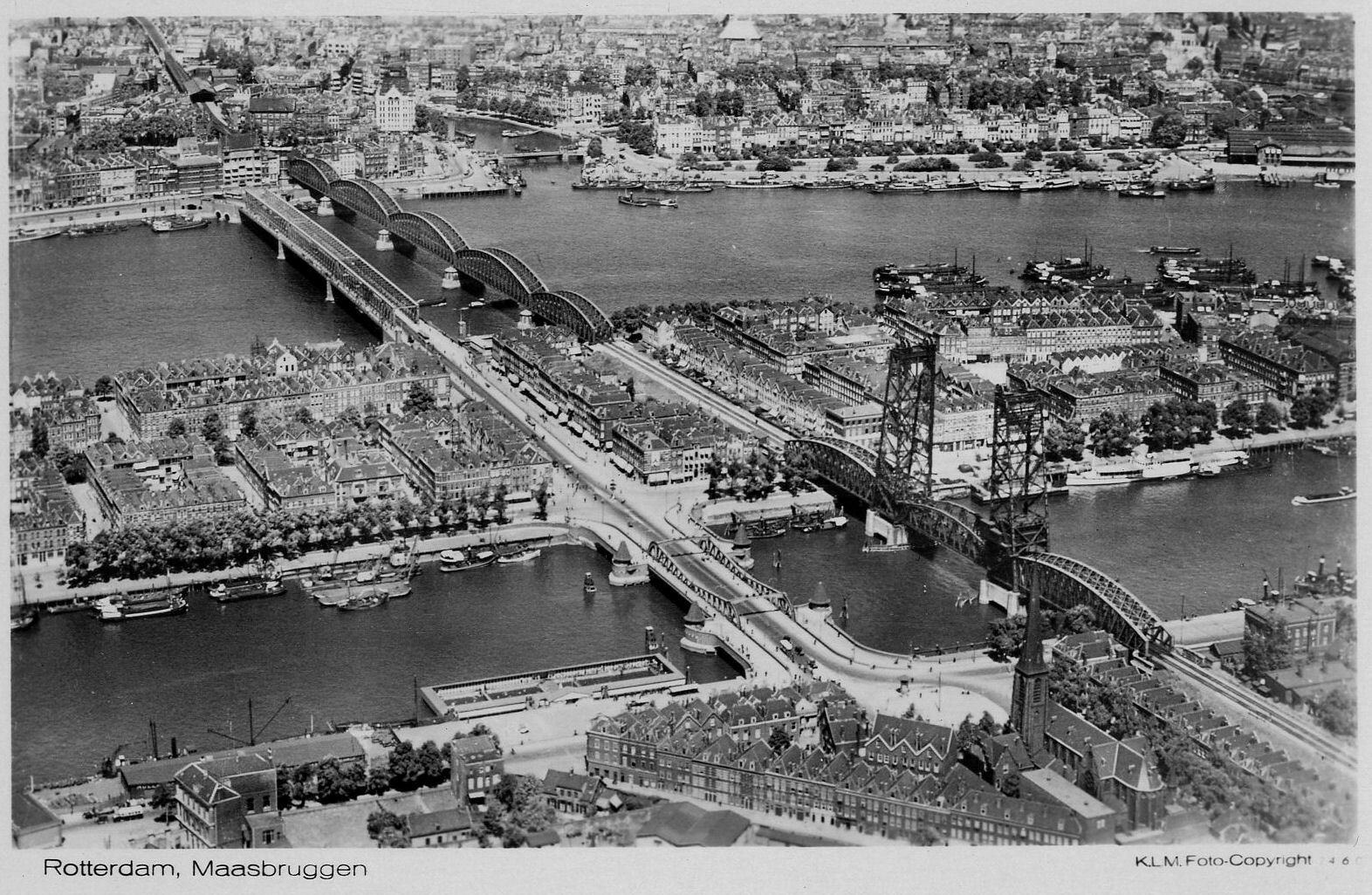
Die Brücken über die Nieuwe Maas (oben) und den Koningshaven (unten) in den 1930ern

Im Oktober 1923 wurde ein Plan verabschiedet, der die Verbreiterung und Erhöhung der Willemsbrug und den Ersatz der Koninginnebrug durch einen breiteren Neubau vorsah. Durch die Höherlegung der Willemsbrug um 2,1 m sollte der Schiffsverkehr durch den Koningshaven entlastet werden. Aufgrund der zunehmenden Schiffsgrößen wurde für die neue Koninginnebrug eine Öffnung von mindestens 50 m gefordert, was auch in Einklang mit dem bereits beschlossenen und bis 1927 umgesetzten Umbau der benachbarten Eisenbahnbrücke zu einer Hubbrücke stand, die heute als De Hef bekannt ist.

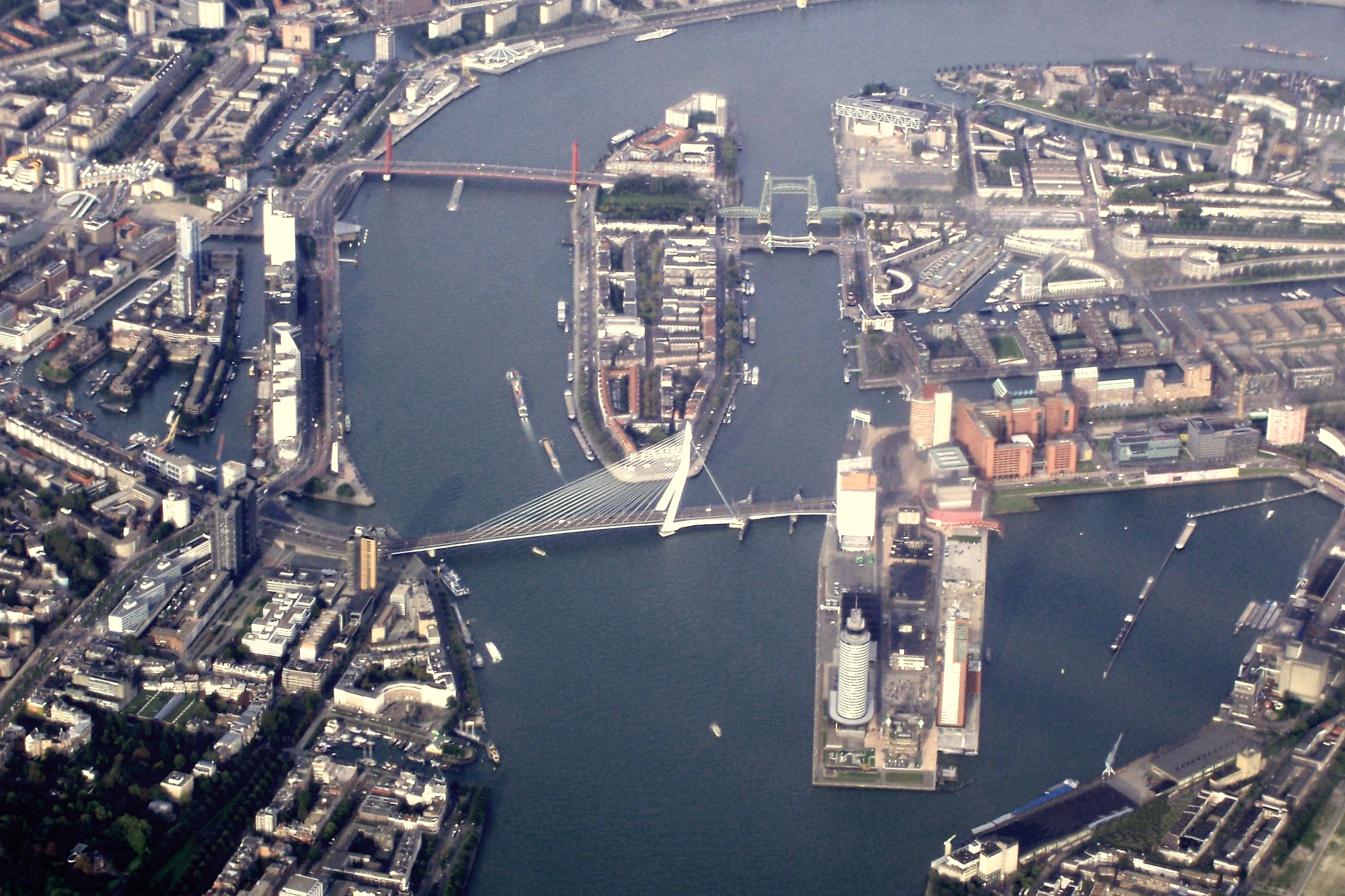
Noordereiland und Koningshaven 2005 mit De Hef (1927), Koninginnebrug (1929), Willemsbrug (1981) und Erasmusbrug (1996)

Auf der Suche nach einem Entwurf für die neue Koninginnebrug wählte der Stadtrat ein internationales Preisausschreiben, das großen Anklang fand. Insgesamt wurden 22 Entwürfe eingereicht mit einer Vielzahl von beweglichen Tragwerkskonstruktionen, die neben Hub- und Drehbrücken auch Strauss-Klappbrücken und Rollklappbrücken enthielten. Die eingesetzte Expertenkommission übergab im März 1925 ihren abschließenden Bericht dem Stadtrat, der sich am 19. Februar 1926 mit 26 zu 17 Stimmen für den Entwurf Op hoop van zeegen entschied. Die Ausführung mit einer doppelten klassischen Klappbrücke mit tiefliegendem Gegengewicht (Zapfenbrücke) wurde vom niederländischen Architekten Albert Hendrik van Rood (1885–1947) in Zusammenarbeit mit der Maschinenfabrik Augsburg-Nürnberg (MAN) und der Grün & Bilfinger AG (heute Bilfinger SE) aus Mannheim erstellt. Nach leichten Abänderungen des Entwurfes begannen die Bauarbeiten noch im selben Jahr mit der Errichtung einer Behelfsbrücke östlich der Eisenbahnbrücke, wozu die Drehbrücke der Nordseite weiterverwendet wurde. Nach drei Jahren Bauzeit konnte die zweite Koninginnebrug am 14. Juni 1929 eröffnet werden, die Baukosten beliefen sich auf 3,75 Millionen Niederländische Gulden, der Unterbau wurde von Nedam (Ned. Aannemingsmaatschappij, heute Ballast Nedam) und der Überbau von den Vereinigten Stahlwerken / Dortmunder Union errichtet.
Bis in die 1980er Jahre blieben die Brücken nahezu unverändert. Durch den Bau des Willemsspoortunnels 1987–1993 verschwand der oberirdische Verlauf der Bahnstrecke Breda–Rotterdam einschließlich der Eisenbahnbrücke, nur die Hubbrücke blieb als Industriedenkmal erhalten. Die alte Willemsbrug wurde 1981 durch eine neue Schrägseilbrücke ersetzt, die durch den Bau der Erasmusbrug 1996 entlastet wurde. Die Koninginnebrug ist noch in ihrer ursprünglichen Form und Funktion erhalten, das Tragwerk der Klappbrücken wurde aber 1982 für Fußgänger und Radfahrer an den Außenseiten von insgesamt 27 m auf etwa 30 m verbreitert und das Fahrbahndeck aus Holz mit Aluminiumplatten ausgetauscht. Seit dem Jahr 2000 ist die Koninginnebrug als Rijksmonument (Monumentnummer 513925) denkmalgeschützt.

## Beschreibung der Brücke von 1929
Die Koninginnebrug erstreckt sich von Nordwest nach Südost über die komplette Breite des Koningshavens von etwa 150 m und besteht neben der zweiflügeligen Fachwerk-Klappbrücke aus zwei festen Brückenfeldern zu den Widerlagern hin. Der Unter- und Überbau der uferseitigen Stahlbetonkonstruktionen aus Strompfeilern, Balkenbrücken, Widerlagern und Brückenwärterhäusern sind architektonisch zu einem Ensemble zusammengefasst und heben sich vom Stahlüberbau der Klappbrücke deutlich ab. Die Öffnung unter den äußeren Balkenbrücken beträgt jeweils 20 m und unter der Klappbrücke 52 m. Bedingt durch die Anbringung von Kollisionsschutz an den Pfeilerwänden reduziert sich die verfügbare lichte Weite auf etwa 19 m beziehungsweise 49 m. Der Abstand der geöffneten Klappen beträgt 46,7 m in einer Höhe von etwa 33 m über Amsterdamer Pegel. Die Länge der beiden Strompfeiler beträgt 14 m und die der Widerlager 10 m. Da die speziellen Stahlbeton-Träger der Balkenbrücken über 8 m bis zu den landseitigen Außenwänden in die Widerlager hineinragen, kann für die Gesamtlänge der Brücke der Abstand zwischen diesen angenommen werden, was in etwa der Breite des Koningshavens entspricht.

### Uferseitige Stahlbetonkonstruktionen
Die Strompfeiler und Widerlager sind nicht monolithisch, sondern mit einer Vielzahl von Hohlräumen ausgeführt. Die Fundamente der Strompfeiler bilden mit einer ovalen Grundfläche von 57 m × 18 m die unteren Bereiche der zum Bau der Pfeiler verwendeten Kofferdämme aus stählernen Spundbohlen. Dazu wurden 24 m lange Stahlbohlen 18,5 m in den Boden gerammt und nach Fertigstellung der Pfeiler in 7,0 m Tiefe abgetrennt. Die Grundflächen der Stahlbeton-Pfeiler betragen etwa 51 m × 14 m. Die Pfeiler und Widerlager sind durch Pfahlgründung im Boden verankert. Die dafür verwendeten etwa 12 m langen Stahlbetonpfähle sind in die 1,5 m dicken Böden der Pfeiler einbetoniert, wobei die Unterseite der Böden in einer Tiefe von 7,5 m Tiefe liegt. Die Breite der Außenwände beträgt 1,8 m bis über 2 m. Die Hohlräume der Strompfeiler dienen hauptsächlich als Brückenkeller für die Bewegung der Klappen mit ihren Gegengewichten und nehmen zudem die Antriebs- und Steuerungstechnik auf. In Richtung der Widerlager sind in die Pfeilerwände 22 etwa 5,1 m lange Kragarme eingearbeitet, die die Enden der 24 m langen Stahlbeton-T-Träger der Balkenbrücken aufnehmen. Diese sind im Widerlager so aufgelagert, dass 16 m zum Strompfeiler (Auflager am Kragarm) und 8 m zu den uferseitigen Außenwänden der Widerlager zeigen (kein Auflager). Die Breite beträgt 50 cm im unteren und 1,3 m im oberen Bereich, die Höhe 1,2 m im Bereich der Öffnungen. Die Gesamtbreite der Balkenbrücken beträgt etwa 37 m. Die Brückenwärterhäuser sind an den Außenseiten der Strompfeiler in Höhe der Drehpunkte der Klappbrücken positioniert und als runde Pavillons mit einer vollständig umlaufenden Fensterfront ausgeführt. Die Außenseiten der Stahlbetonkonstruktionen sind im Bereich der tidenabhängigen Wasserlinie mit Granitsteinen und darüber mit Klinkern verkleidet.

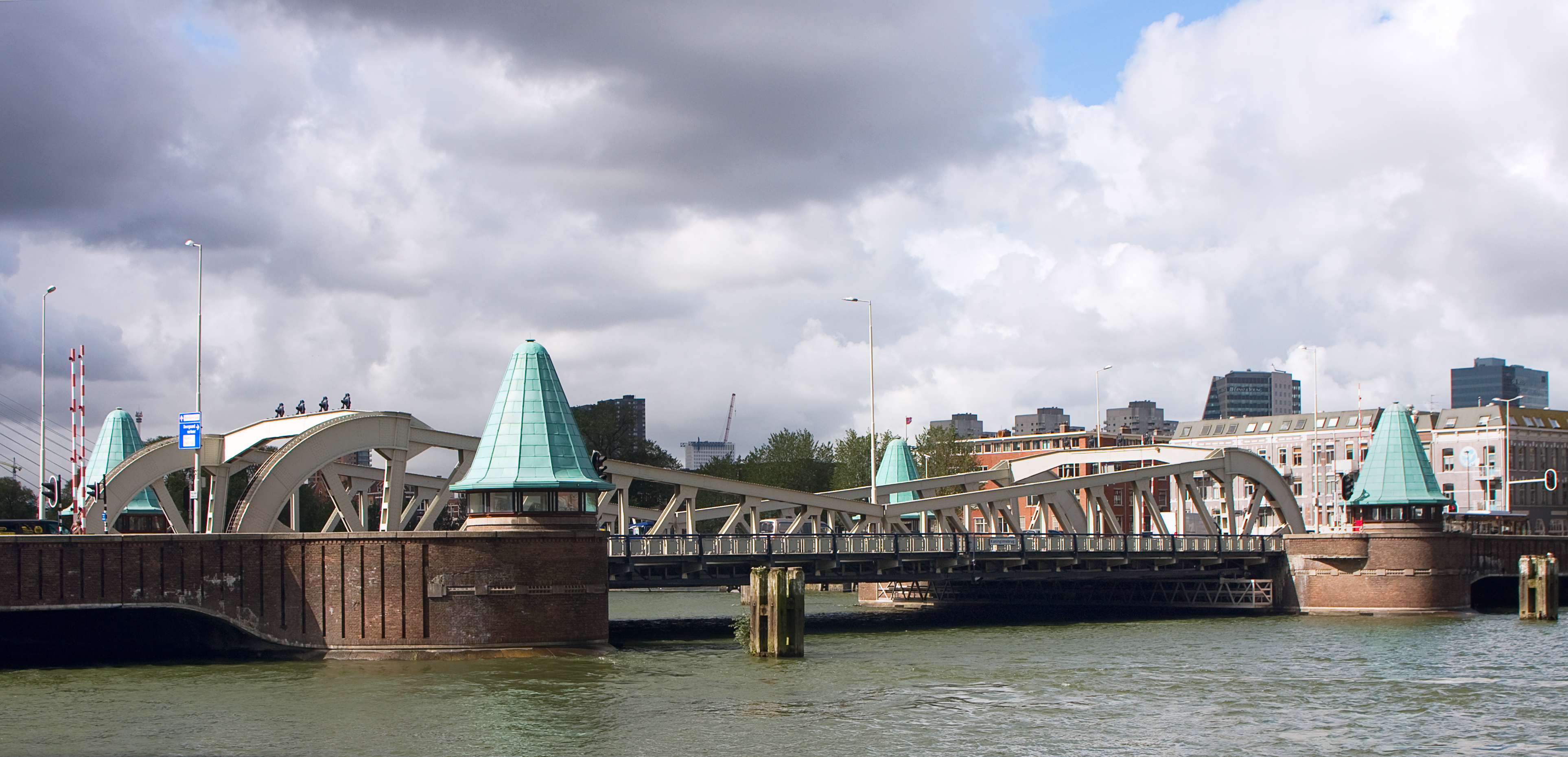
Blick nach West auf die geschlossene Klappbrücke, 2011
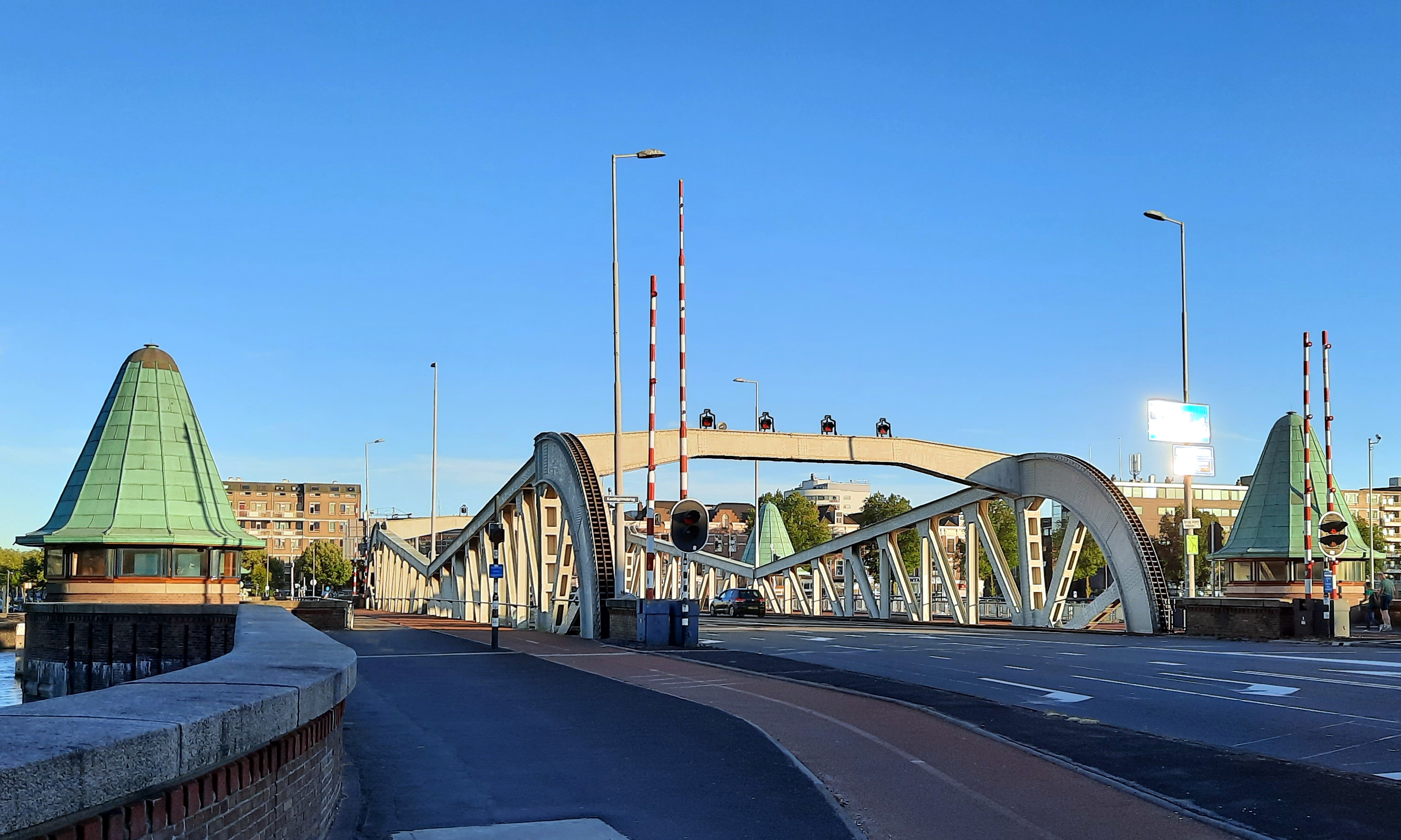
Blick nach Südost auf das Fahrbahndeck, 2023
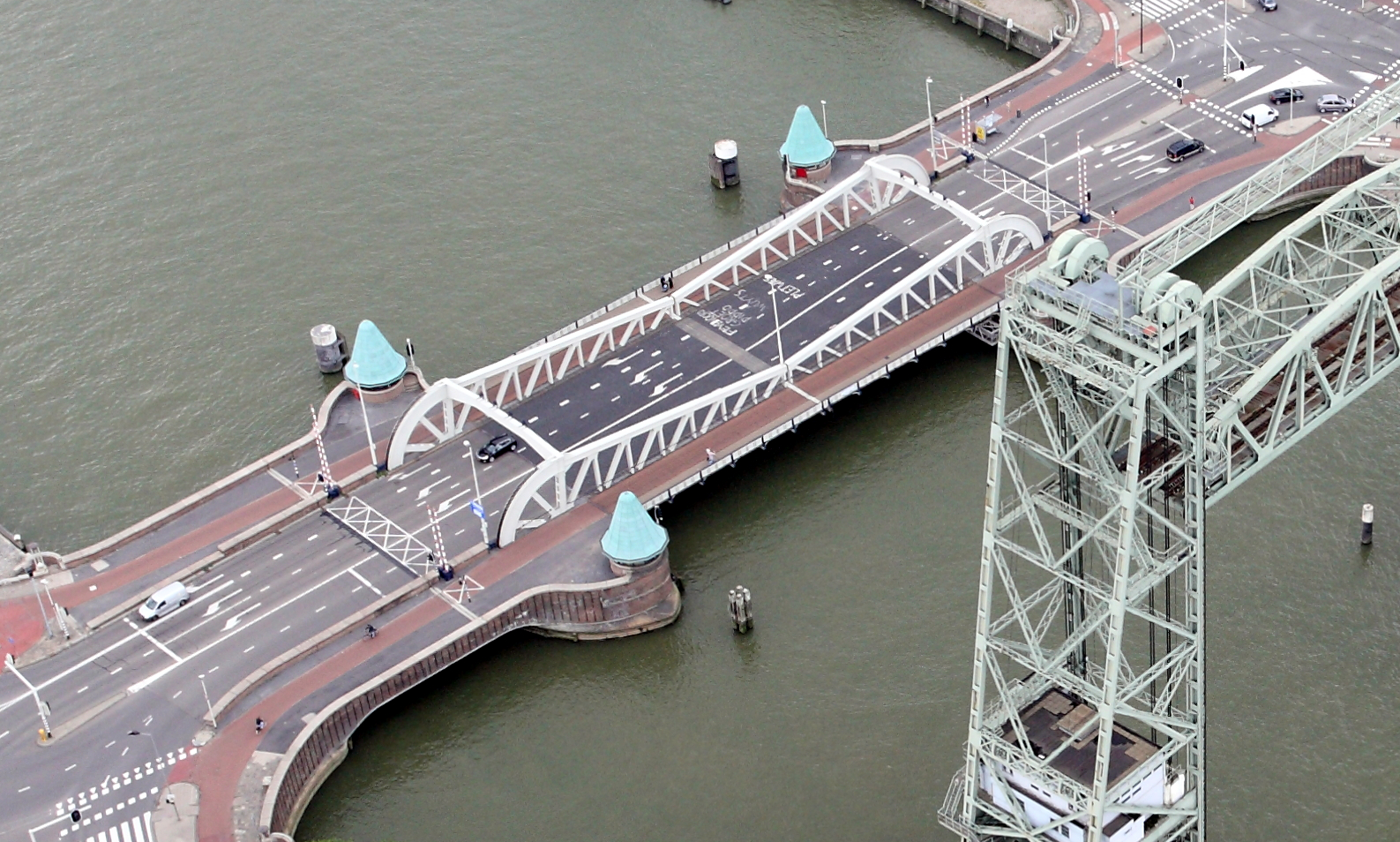
Luftbild der Brücke von 2010, im Vordergrund die De Hef

### Stahl-Überbau der Klappbrücke

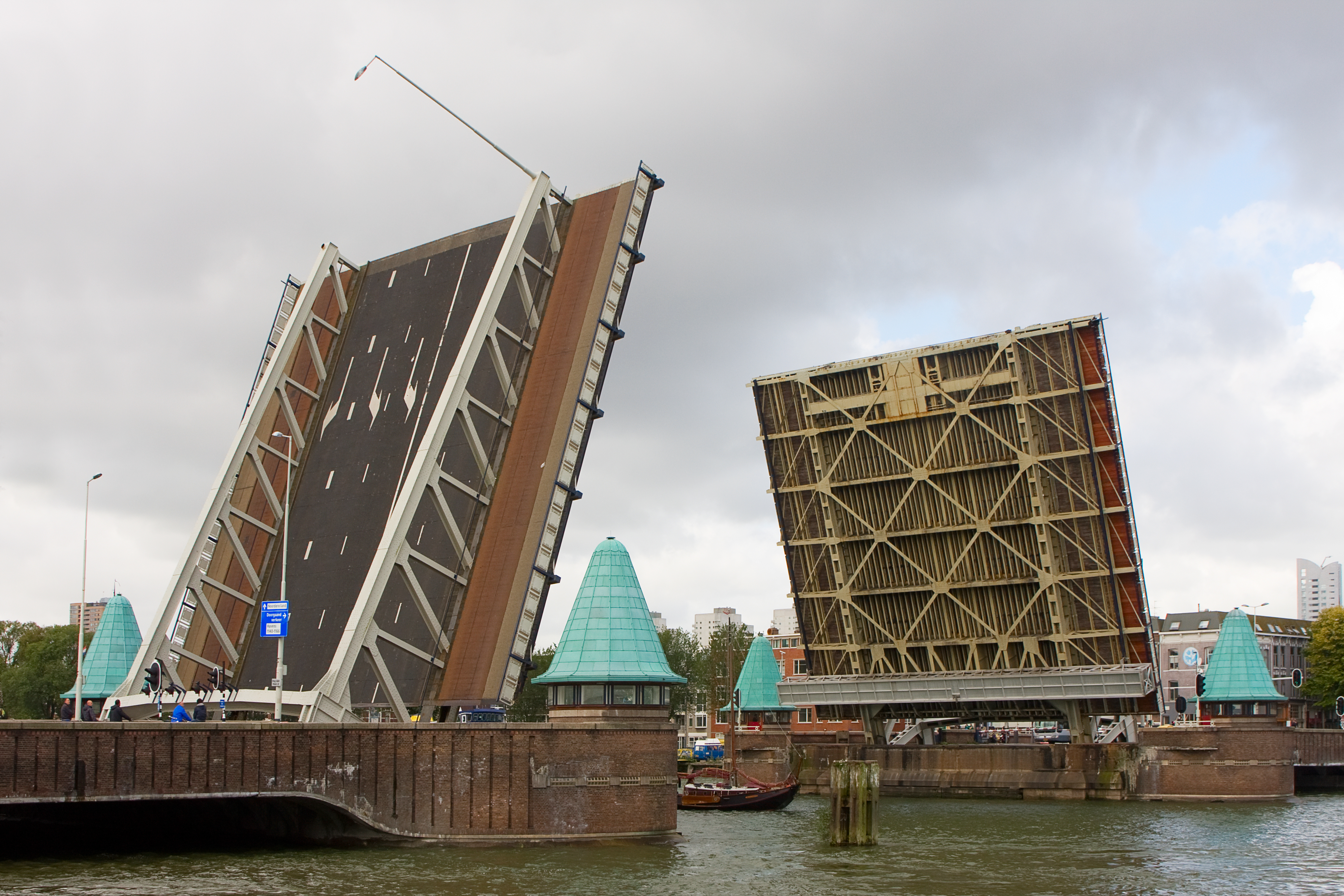
Klappbrücke geöffnet,
Blick nach West, 2011

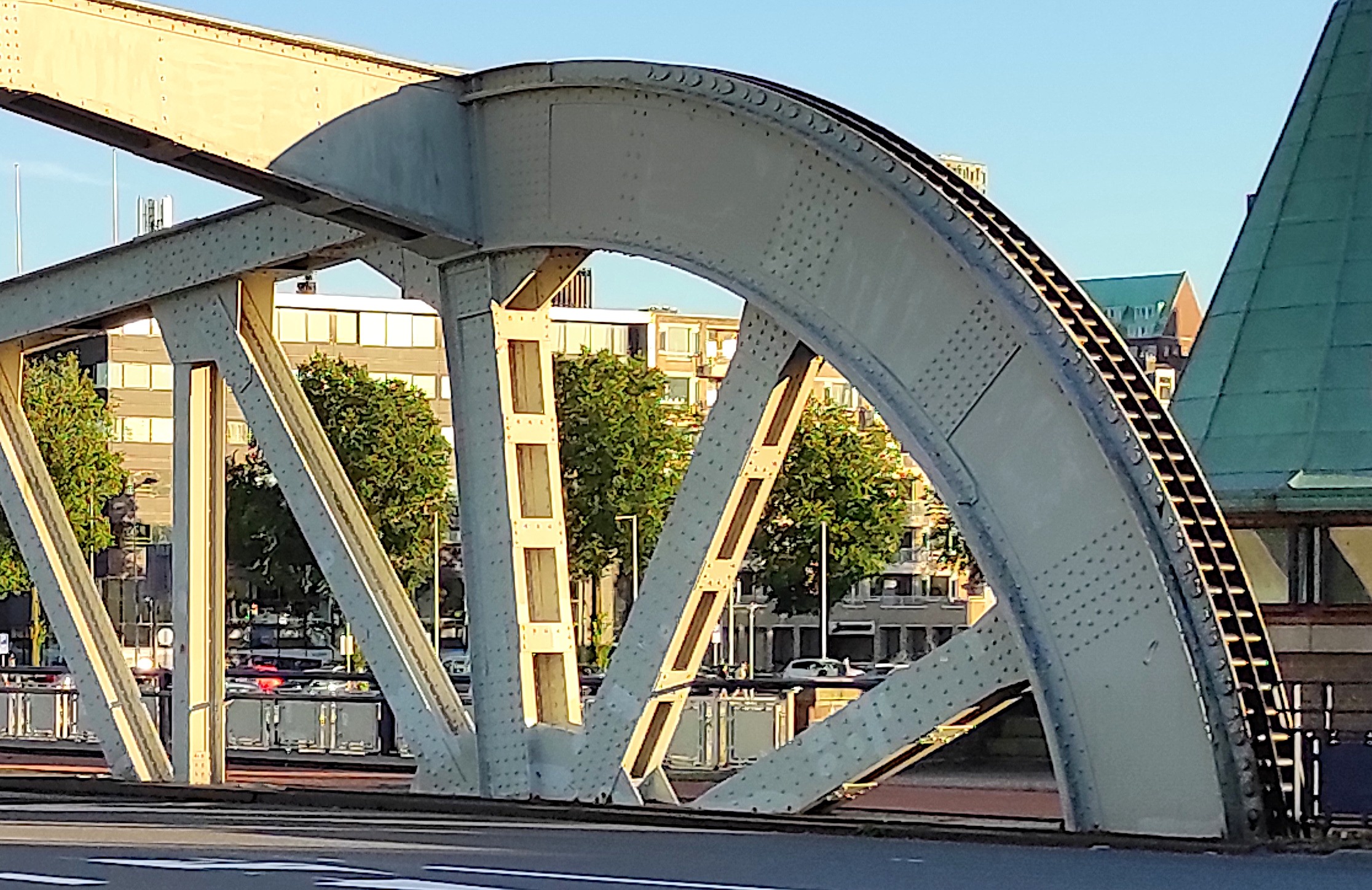
Leiterzahnstange als Kreisbogen am Ende des Fachwerkträgers der Südseite, 2023

Die Hauptträger der beweglichen Stahlkonstruktionen sind zwei parallele 37 m lange Ständerfachwerke mit untenliegender Fahrbahn, die, bezogen auf ihre Mittelachsen, in einem Abstand von 18,3 m angeordnet sind. Das 26 m lange Fahrbahndeck wird von sieben Querträgern im Abstand von 4,0 m getragen, die an die unteren Knotenpunkte der Fachwerkfelder anschließen und durch eine Vielzahl von Längsträgern miteinander verbunden sind. Das Tragwerk ist durch einen darunter liegenden Windverband zusätzlich ausgesteift, die Obergurte sind nur über den Drehpunkten durch einen Querträger verbunden. Die Höhe der Obergurte steigt von 3,5 m am Klappenende auf 6,9 m am Drehpunkt an. Der Obergurt läuft dann in einem etwa 100°-Kreisbogen mit diesem Radius (bezogen auf die Mittelachsen der Gurte) auf den Untergurt zu. Die Fachwerkträger ragen uferseitig etwa 11 m über das Fachbahndeck hinaus, wobei der Drehpunkt der Klappen 3,25 m hinter der Pfeileraußenwand und damit 29,25 m vom Klappenende entfernt liegt. Da die Klappen im geschlossenen Zustand miteinander verriegelt sind, ergibt sich eine Spannweite des Tragwerks zwischen den Drehpunkten von 58,5 m. An den Außenseiten der Fachwerkträger sind Ausleger in Höhe der sieben Querträger angebracht, die die Rad- und Fußwege tragen. Zur Fertigstellung der Brücke betrug die Gesamtbreite des Tragwerks 27 m. Nach der Verlängerung der Ausleger in den 1980er Jahren erhöhte sich diese auf etwa 30 m.
In die Außenseiten der Kreisbögen der Obergurte sind für die Bewegung der Klappen ringförmige Leiterzahnstangen aus 90-mm-Stahlstiften eingearbeitet (auch Zahnsegment genannt), in die die Antriebsritzel eingreifen; der Radius beträgt hier 7,7 m. Die Gegengewichte sind etwa 21 m lange Stahlhohlkästen (B × H: 2,6 m × 2,9 m in der Mitte und 2,6 m × 2,2 m an den Befestigungspunkten), die in einem Abstand von 6,83 m vom Drehpunkt der Klappen mit beiden Enden der Fachwerkträger drehbar verbunden sind. Sie bewegen sich in einem 81°-Kreisbogen im Pfeiler, was dem Öffnungswinkel der Klappen entspricht. Nach dem Einbau der Gegengewichte wurden sie mit langen Flacheisen, Eisenbahnschienen und Gusseisenblöcken beladen und anschließend mit Mörtel verfüllt. Die Gewichte der Klappen liegen bei etwa 470 Tonnen und die der Gegengewichte auf Grund des kürzeren Hebelarms im Bereich von 750–800 Tonnen. Das Öffnen und Schließen der Klappen dauert jeweils 60 Sekunden.
Die verwendete Bauform der doppelten Klappbrücke mit tiefliegendem Gegengewicht wird auch Zapfenbrücke genannt, wobei an den Drehpunkten die Zapfen fest mit den Untergurten der Hauptträger verbunden sind. Diese haben einen Durchmesser von 57 cm und sind beidseitig der Fachwerkträger in Gleitlagern gelagert. Die Lager sind auf 12,2 langen Stahlhohlkastenträgern befestigt, die parallel zu den Fachwerkträgern ausgerichtet sind und im Brückenkeller auf den Pfeilerwänden aufliegen.